# テンスン・ナムゲル
テンスン・ナムゲル（Tensung Namgyal, 1644年 - 1700年）は、インド、シッキム王国（ナムゲル朝）の第2代君主（在位：1670年 - 1700年）。

## 生涯
1670年、父王プンツォ・ナムゲルの死により、王位を継承した 。
テンスンは即位後、首都をヨクサムからラブデンツェに遷都した。
テンスンは議会と地方長官（ゾンペン）との間に対立が生じたのを見て、議会の定員を12人から8人に減らした。また、先住民のレプチャ族からも議員を出す妥協策を取った。
1700年、テンスンは死亡し、息子のチャドル・ナムゲルが王位を継承した。